# Biodiversiteit

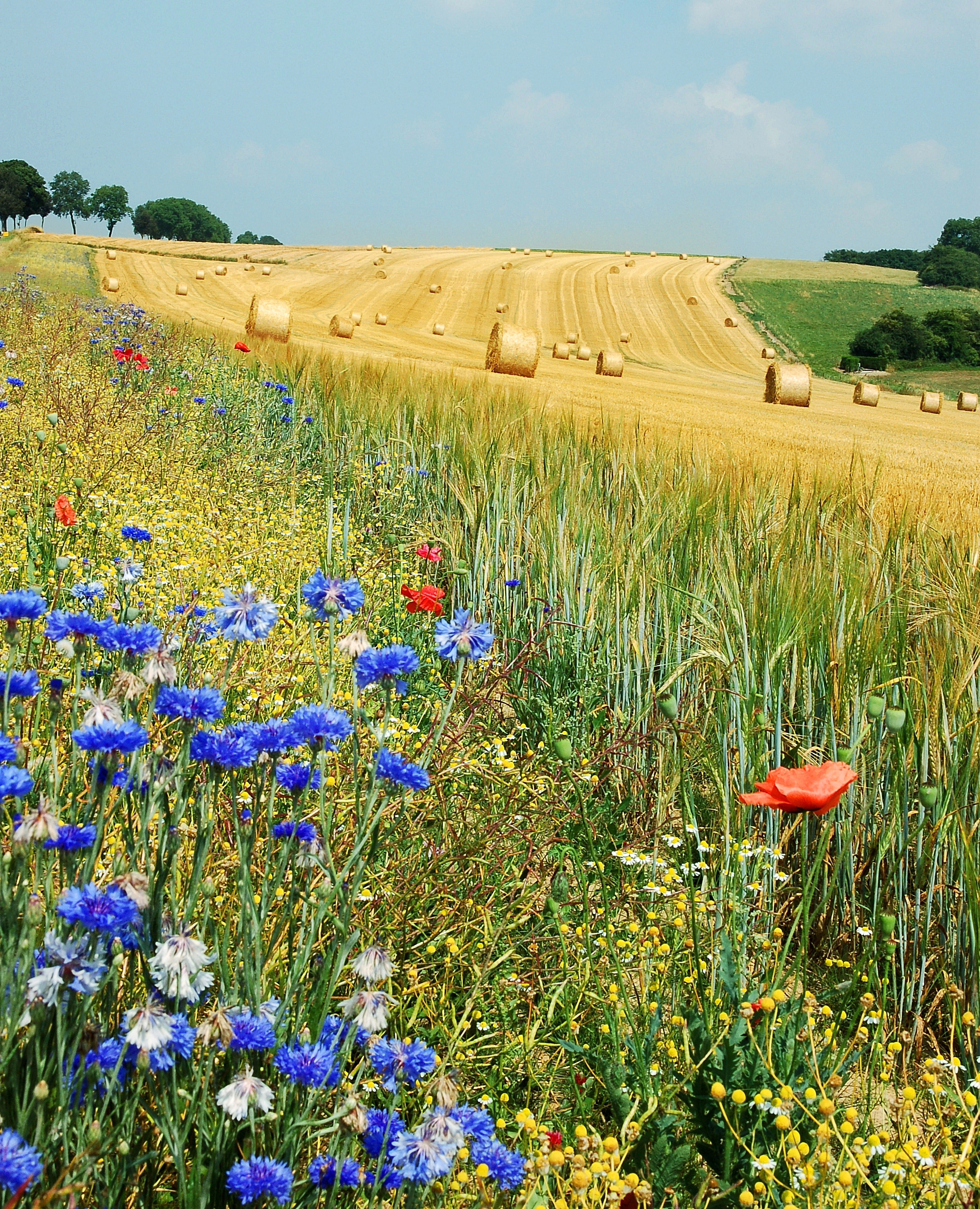
Vogelvriendelijk akkerrandbeheer in de Belgische Condroz (Hamois) met graanonkruiden zoals korenbloemen (blauw), klaprozen (rood) en kamille

Biodiversiteit of biologische diversiteit is de mate van verscheidenheid aan levensvormen binnen een gegeven ecosysteem, bioom, geografisch gebied of de gehele planeet aarde. Biodiversiteit omvat de verscheidenheid aan verschillende ecosystemen en levensgemeenschappen, de verscheidenheid aan verschillende soorten binnen een ecosysteem en de genetische variatie binnen een soort. Een veelgebruikte maat voor biodiversiteit van een gebied is de soortenrijkdom van een bepaalde groep organismen, bijvoorbeeld alle soorten planten, vogels, algen, in een gegeven gebied. De biodiversiteit van een ecosysteem wordt gebruikt als een indicator voor de gezondheid ervan. Daarvoor wordt de aanwezige biodiversiteit vergeleken met historische gegevens, of met gegevens uit vergelijkbare gebieden. 
De grootste bedreiging wereldwijd voor de biodiversiteit wordt gevormd door invasieve exoten, fragmentatie en verlies van habitat en menselijke over-exploitatie.
Biodiversiteit hangt nauw samen met het plaatselijke klimaat. Zo zijn onder de terrestrische habitats (de habitats op land), de tropische regio's veel soortenrijker dan de polaire regio's. Zowel Brazilië als Colombia, de landen met de grootste en op een-na-grootste biodiversiteit, liggen in Zuid-Amerika. Colombia kent de grootste globale biodiversiteit aan vogels, met rond de 1900 vogelsoorten, waarvan 150 soorten kolibries, kikkers, vlinders (14.000) en bloemen (>50.000).

## Biodiversiteit van de aarde

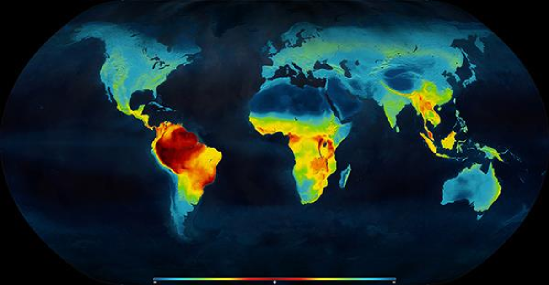
Verspreiding van de gewervelde landsoorten. De hoogste concentratie aan diversiteit wordt in het rood weergegeven (vooral in gebieden dicht bij de evenaar), lage concentraties in het blauw (vooral naar de polen toe en bij woestijnen). (Mannion 2014)

Het aantal beschreven levensvormen bedraagt ongeveer 4 miljoen, maar omdat de mens nog niet alle gebieden op aarde goed bestudeerd heeft, bestaan er waarschijnlijk nog veel meer soorten. 

### Taxonomie
Voor de beschrijving van de soorten is een ordening en een eenduidige naamgeving (de taxonomie) van wezenlijk belang. Een van de eerste serieuze pogingen hiertoe werd in de 18e eeuw ondernomen door de Zweed Linnaeus. Het principe van zijn indeling in respectievelijk klasse, orde, familie, geslacht en soort wordt nog steeds gebruikt. Dit geldt ook voor zijn naamgeving van soorten: eerst de naam van het geslacht, gevolgd door de soortaanduiding. Dit heet ook wel binominale nomenclatuur.

### Opdeling
In de biologie en de ecologie kan de biodiversiteit op verschillende manieren worden gedefinieerd:
- genetische diversiteit in populaties en in soorten
- diversiteit bij levensgemeenschappen en gemeenschapsgradiënten langs ecologische gradiënten:,[6][7] maar ook volgens dynamiek
  - alfa-diversiteit: is de diversiteit van een levensgemeenschap op een bepaald punt van de gradiënt. In de praktijk is dit de diversiteit van de steekproef, het monster, of de vegetatieopname. Ook: diversiteit op een bepaald tijdstip; soortenrijkdom in levensgemeenschappen en ecosystemen
  - bèta-diversiteit, ook wel "species turnover": de mate van verandering in soortensamenstelling van de ene levensgemeenschap naar de volgende langs gradiënten. Het kan beschouwd worden als een maat voor de lengte van de gemeenschapsgradiënt, voor het verschil van de monsters langs de gradiënt. Bij een lange gradiënt hoort een hoge bèta-diversiteit met veel verandering in soortensamenstelling. Het variëren van de bèta-diversiteit langs de ecologische gradiënt is een artefact - de organismen reageren op een andere manier op de gradiënt als de meetapparatuur.
  - gamma-diversiteit: de diversiteit van een landschap of een gebied. Deze diversiteit wordt in dezelfde eenheden gemeten als de alfa-diversiteit. Ook: de totale diversiteit binnen een ecosysteem; ecosysteemdiversiteit in landschappen en biomen

Voor het berekenen van de diversiteit kunnen verschillende diversiteitsindices gebruikt worden, waarvan de bekendste de soortenrijkdom (aantal soorten in een gebied) is. Een diversiteitsindex is een statistiek bedoeld om de diversiteit van de populatie waarin elk lid behoort tot een unieke groep, type of soort onder te verdelen. Er zijn verschillende diversiteitsindices, die weer verschillende aspecten van de diversiteit weergeven. 

## Verlies aan biodiversiteit

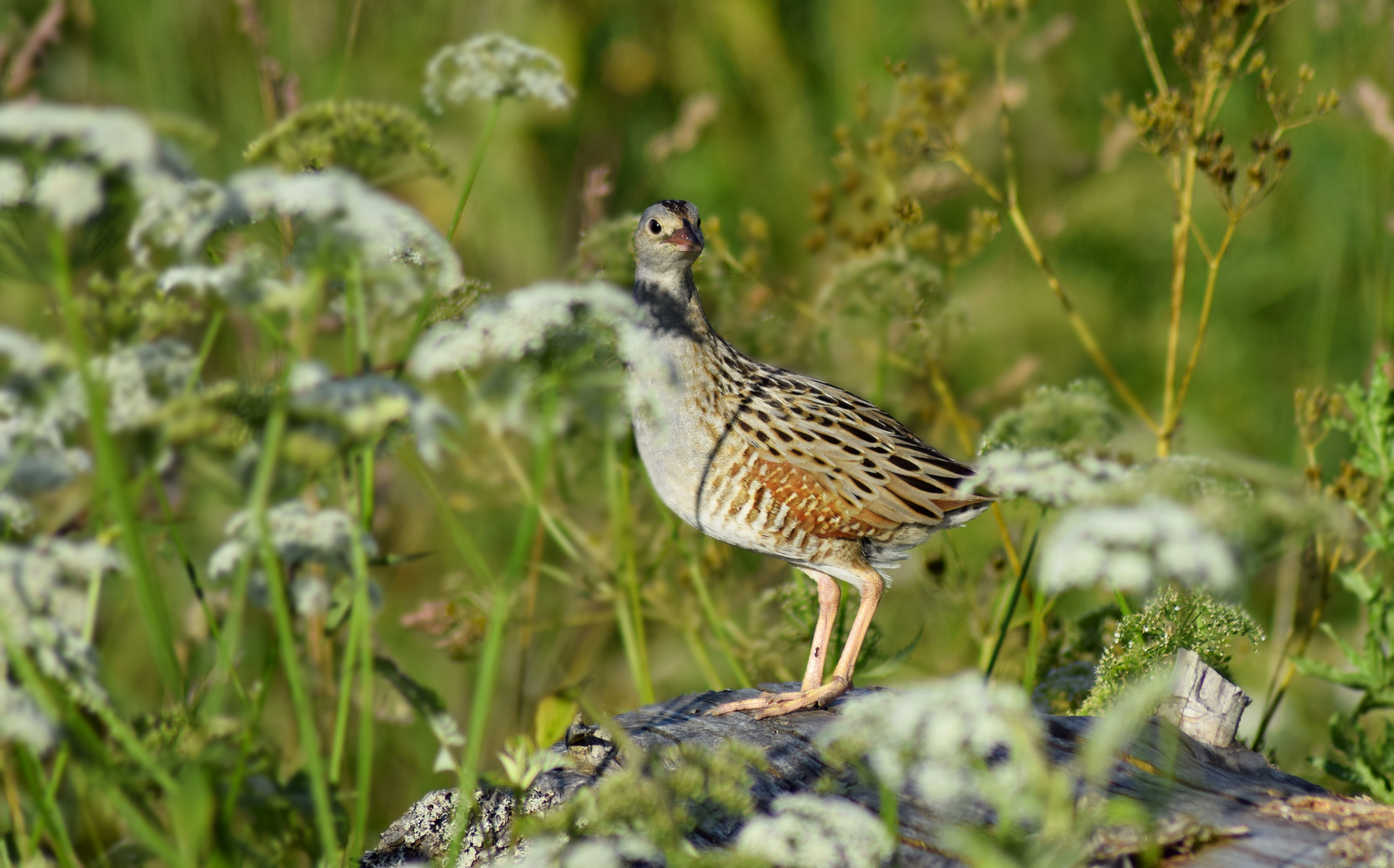
De kwartelkoning (Crex crex), in de eerste helft van de 20e eeuw nog een algemene broedvogel van hooilanden in de Lage Landen, is sinds de jaren zestig met uitsterven bedreigd door intensivering van het maaibeheer van weilanden. In Vlaanderen broeden sporadisch nog maar enkele koppeltjes.

De biodiversiteit van de aarde staat zwaar onder druk. Het aantal soorten neemt door de jaren heen sterk af. Dit wordt gezien als een van de onderdelen van de milieuproblematiek. 
In het jaar 1950 waren er in Nederland 1400 soorten hogere planten. Sindsdien zijn hiervan 70 verdwenen uit Nederland en zijn 500 in aantal/oppervlakte ernstig achteruitgegaan. Het aantal broedvogelsoorten is in dezelfde periode met een derde afgenomen. Ook bij de insectenpopulaties wordt sedert het begin van de 21e eeuw een opmerkelijke terugval genoteerd. 
Het huidige tempo van wereldwijd diversiteitsverlies wordt geschat op 100 tot 1000 keer meer dan de (natuurlijk voorkomende) achtergrond-extinctiegraad en zal naar verwachting in de komende jaren nog verder groeien. In 2019 publiceerde het biodiversiteitspanel van de Verenigde Naties (IPBES) een rapport over Biodiversiteit. De belangrijkste conclusie is dat de natuur wereldwijd in een ongekend snel tempo achteruit gaat. Binnen enkele decennia worden een miljoen soorten in hun voortbestaan bedreigd.
In 2022 meldde het WWF in zijn tweejaarlijkse Living Planet Report dat over de hele wereld de grootte van populaties in het wild levende zoogdieren, vogels, amfibieën, reptielen en vissen tussen 1970 en 2018 met gemiddeld 69 procent is gedaald.

### Oorzaken
Volgend uit de Baas Beckinghypothese "Alles is overal, maar het milieu selecteert" liggen de oorzaken van het verlies aan biodiversiteit in de milieufactoren. Belangrijke factoren voor "biotische stress" en het daaruit voortvloeiende (versnellende) tempo van verlies aan biodiversiteit zijn:
1. Toename en intensivering van landgebruik en het daaruit voortvloeiende habitatverlies[15]
2. Klimaatverandering met hittestress en droogtestress
3. Eutrofiëring door het overmatig gebruik van meststoffen en andere vormen van milieuverontreiniging
4. Overexploitatie (roofbouw) en niet-duurzaam gebruik van natuurlijke hulpbronnen (zoals niet- duurzame visserijmethoden)
5. Gewapende conflicten dragen bij aan het verlies van leefgebieden en intensiveren de overexploitatie van economisch waardevolle soorten, wat leidt tot minder grote populaties en lokaal uitsterven[16]
6. Grensbarrières die het leefgebied van bedreigde dieren verknippen, en zo de genetische variatie van de soort ondermijnen
7. Uitheemse invasieve soorten die in de concurrentie om een niche inheemse soorten verdringen[17]
8. Menselijke overbevolking.

## Beleid, initiatieven en onderzoek

### Bevorderen biodiversiteit door menselijk ingrijpen
Lange tijd ging men ervan uit dat bossen, en de natuur in het algemeen, vooral met rust gelaten moesten worden, omdat de natuur zich niet met menselijk ingrijpen verdraagt. Botanicus Victor Westhoff bracht echter verandering aan in deze denkwijze door de term half-natuurlijke landschappen te introduceren. De invloed van de mens hoeft in zijn visie niet per definitie verarmend te werken, want er zijn in het verleden ook soortenrijke plantengemeenschappen ontstaan door traditionele landbouwpraktijken. Verstoringen, die zorgen voor dynamiek, blijken van groot belang te zijn voor variatie in de biodiversiteit. Hoewel vanuit het oogpunt 'natuurlijkheid' liever natuurlijke processen zoals storm, brand, overstroming en begrazing gewenst zijn, maakt het voor de biodiversiteit niet uit of deze processen worden afgewacht of dat deze processen worden gesimuleerd door menselijk beheer. Een andere belangrijke factor is de al eerder beschreven heterogeniteit in een gebied. Als een gebied veel variatie kent in bijvoorbeeld bodem, waterhuishouding, vegetatiestructuur, reliëf en expositie, zullen veel soorten er een geschikte leefomgeving vinden. De relaties tussen de soorten kunnen zeer complex zijn. Om de verspreiding en interacties van de verschillende soorten te bevorderen, is in Nederland in de jaren 1990 de Ecologische Hoofdstructuur (EHS) bedacht. Sinds 2013 is de EHS bekend onder de naam Natuurnetwerk Nederland (NNN), een netwerk van onderling verbonden natuurgebieden.

### Internationaal beleid
De bescherming van de biodiversiteit wordt internationaal geregeld door het Biodiversiteitsverdrag van 1993, waarvan de Verenigde Staten echter geen partij zijn.

### Europa
Het meest bekende programma is Natura 2000, het Europees netwerk van beschermde natuurgebieden binnen de Europese lidstaten. Het vormt de hoeksteen van het beleid van de Europese Unie voor het behoud en het herstel van de biodiversiteit. Daarnaast voert de Europese Unie verschillende programma’s inzake onderzoek en beleid rond biodiversiteit. Op 20 mei 2020 werd de “EU-biodiversiteitsstrategie voor 2030” voorgesteld, gericht op de bescherming van kwetsbare natuurlijke hulpbronnen.
De Britse overheid gaf in 2019 aan professor Partha Dasgupta opdracht een uitgebreid onderzoek te leveren over de economische aspecten van de biodiversiteit. De Dasgupta Review (februari 2021) werd een onafhankelijk, mondiaal overzicht van de economie van de biodiversiteit. Het rapport pleit voor een nieuwe benadering in het economisch denken, handelen en meten, om onze welvaart en de natuurlijke wereld te beschermen. Dit referentiekader is gebaseerd op een diepgaand begrip van ecosysteemprocessen en hoe deze worden beïnvloed door economische activiteit. Het besluit dat we in de economie en de besluitvorming terdege rekening moeten houden met de natuur.

### Nederland

#### Onderzoek
In Nederland wordt onderzoek naar biodiversiteit onder andere gedaan door Naturalis, Wageningen University & Research, het Nationaal Herbarium Nederland, het Westerdijk Fungal Biodiversity Institute, het Instituut voor Biodiversiteit en Ecosysteem Dynamica, EIS-Nederland, het Zoölogisch Museum Amsterdam en het ministerie van Landbouw, Natuur en Voedselkwaliteit.

#### Ecologische hoofdstructuur
In Nederland wordt gewerkt aan een ecologische hoofdstructuur om de afname van de biodiversiteit in Nederland af te remmen. Dit beleid is onder andere gebaseerd op de eilandtheorie die stelt dat een groter aaneengesloten natuurgebied een relatief grotere biodiversiteit heeft. Natuurgebieden kunnen ook met kleine corridors (bv. ecoducten) aaneengesloten worden.

#### Taskforce Biodiversiteit en Natuurlijke Hulpbronnen
De Taskforce Biodiversiteit werd in januari 2009 in het leven geroepen om het kabinet concrete maatregelen aan te reiken voor het behoud van biodiversiteit en het duurzaam gebruik van natuurlijke hulpbronnen. 
De Taskforce heeft als doel een visie te ontwikkelen op de manier waarop Nederland zijn beslag op natuurlijke hulpbronnen kan verminderen. Ook zal de Taskforce de extra inspanningen die Nederland kan leveren voor het behoud van waardevolle ecosystemen in binnen- en buitenland in kaart brengen en samen met maatschappelijke organisaties en bedrijfsleven concrete projecten implementeren om het verlies aan biodiversiteit op de langere termijn tegen te gaan. 
Het initiatief voor de Taskforce Biodiversiteit is genomen door een aantal natuurbeschermingsorganisaties en de ministeries van VROM en LNV. De leden zijn afkomstig uit het bedrijfsleven, de wetenschap, maatschappelijke organisaties en overheid. Hans Alders is voorzitter van de Taskforce. In maart 2010 werd, vooruitlopend op de parlementsverkiezingen, een tussentijds advies uitgebracht aan de programmacommissies van de politieke partijen. In oktober 2011 volgt het eindadvies aan de regering, waarna het initiatief wordt opgeheven.

#### De Nationale Proeftuin
Stichting De Nationale Proeftuin heeft als doel Nederlanders actief te betrekken bij het onderwerp biodiversiteit, en het agro-cultureel erfgoed in het bijzonder.

#### Zadenbibliotheken
Het doel van zadenbibiliotheken is voedselzekerheid voor iedereen en behoud van de agrarische biodiversiteit door te focussen op zeldzame, lokale en erfgoedzaadvariëteiten.

### België
Het onderzoek door de overheid is sedert de staatshervorming gespreid over de federale en gewestelijke overheden. 

#### Onderzoek
In Vlaanderen gebeurt het onderzoek onder meer door het Instituut voor Natuur- en Bosonderzoek, en door de Plantentuin Meise, beide agentschappen van de Vlaamse Overheid. Het Instituut publiceerde in 2014 een tweede editie van Biodiversiteit als basis voor ecosysteemdiensten in Vlaanderen. Daarnaast doet het Vlaams Instituut voor de Zee zeewetenschappelijk onderzoek. 
Het Brussels Gewest publiceert gegevens over de diversiteit. Wallonië biedt via een portaalsite toegang tot de verschillende programma's en onderzoeken.
De federale overheid fungeert als verzamelpunt en internationaal contactorgaan, en voert het mariene milieubeleid en -onderzoek. Het Belgisch Biodiversiteitsplatform wil een brug slaan tussen overheid, wetenschap en publiek, en de toegang tot wetenschappelijke data vergemakkelijken.
Ook Vlaamse en Waalse natuurorganisaties als Natuurpunt en Natagora dragen bij tot het natuuronderzoek, bijvoorbeeld met natuurtellingen. 

#### Beleid
Op federaal niveau keurde de Interministeriële Conferentie Leefmilieu in oktober 2006 een Belgische Nationale Biodiversiteitsstrategie 2006-2016 (NBS) goed, die in november 2013 werd geactualiseerd.

## Varia
- Het jaar 2010 werd door de Verenigde Naties uitgeroepen tot het Internationaal Jaar van de Biodiversiteit.